# 半田大府バイパス
半田大府バイパス（はんだおおぶバイパス）は、愛知県半田市から同県大府市までの国道366号のバイパス。

## 概要
一部区間（工業団地入口交差点 - 州の崎町交差点）に半田市の市道を含む。2011年（平成23年）現在、半田市亀崎町（愛知県道46号西尾知多線交点）から大府市横根町（国道155号交点）まで片側1車線で開通している。従来の国道366号は道幅が狭く、渋滞が多かったため現道やJR武豊線の線路より東側に建設された。イオンモール東浦やカリモクが沿線にある。
東浦町・半田市境に当たる工業団地入口交差点から南、州の崎町交差点までは半田市道であり、国道指定されていない。

## 通過市町村
- 愛知県
  - 半田市 - 知多郡東浦町 - 大府市